# Tankesmedjan Balans
Tankesmedjan Balans är en svensk tankesmedja grundad 2017 som fokuserar på frågor kring finansiering och organisering av svensk offentlig sektor. Tankesmedjans uttalade syfte är att ”skapa opinion för en politisk styrning av välfärden som grundar sig i balans mellan krav och resurser”.

## Organisation
Den ideella föreningen Tankesmedjan Balans grundades 2017 av Åsa Plesner och Marcus Larsson. De kom i kontakt med varandra genom att diskutera skolpolitik på Twitter, och startade ursprungligen Balans som en blogg. Plesner och Larsson deltidsarvoderas av tankesmedjan, vars finansiering består av bidrag från privatpersoner samt uppdragsverksamhet och föreläsningar. De har bland annat gjort uppdragsfinansierade föreläsningar och rapporter åt tankesmedjan Arena Idé.[källa behövs]

## Publikationer
På sin webbplats listar tankesmedjan cirka 370 artiklar i främst svensk dagspress. Utöver ett stort antal blogginlägg, debattartiklar och digitalt publicerade rapporter har Tankesmedjan Balans gett ut två tryckta böcker. De effektiva : en bok om varför välfärdens medarbetare går sönder (2019) av Larsson och Plesner behandlar effektiviseringskrav inom offentlig sektor medan De expansiva : en bok om skolmarknadens vinnare och förlorare (2021) av Larsson granskar friskolesystemet.

## Genomslag
I en sammanställning av svenska tankesmedjors genomslag i Arbetsvärlden publicerad i februari 2021 rankades Balans på 12:e plats. Både Marcus Larsson (nr 12) och Åsa Plesner (nr 30) tog plats även på den individuella rankningen. Åren 2019–2021 hade tankesmedjan åtminstone 270 pressomnämningar i fler än hundra olika tidningar.